# Celina Dangel-Fijałkowska
Celina z Danglów Fijałkowska (także Celina Danglówna, ur. 10 maja 1889 w Kutnie, zm. 29 kwietnia 1962 w Gliwicach) – polska poetka.

## Życiorys
Urodziła się w rodzinie ziemiańskiej. W 1919 r. poślubiła Mieczysława Fijałkowskiego, wraz z którym mieszkała początkowo w Warszawie, a następnie (od 1921) w rodzinnym majątku Skłóty. Została z niego wysiedlona w okresie II wojny światowej. W okresie powojennym mieszkała w Gliwicach.

## Twórczość
Od młodego wieku pisała utwory poetyckie. W 1918 r. ukazał się zbiór jej młodzieńczych utworów pt. Poezye. Poza wierszami autorskimi znalazły się w nim przekłady literackie wierszy Maurice’a Maeterlincka, Charles’a Baudelaire’a oraz Maxa von Schenkendorfa. W późniejszych latach wciąż pisała wiersze, które publikowane były m.in. w czasopismach "Świat", "Kurier Warszawski" oraz "Sfikns". Przed wybuchem II wojny światowej ukończyła tom pt. Godziny i lata, który został wydany dopiero w 1995 r. prywatnym nakładem jej córki, Magdaleny.

## Upamiętnienie
- imieniem Celiny i Mieczysława Fijałkowskich nazwano jedną z ulic w Kutnie[4]
- do roku 2013 odbywał się Turniej Jednego Wiersza o Laur Celiny Dangel Fijałkowskiej organizowany przez Środkowoeuropejskie Stowarzyszenie Społeczno-Kulturalne „Środek” oraz Kutnowski Dom Kultury[3][5][6]